# Osiedle Starołęka-Minikowo-Marlewo
Osiedle Starołęka-Minikowo-Marlewo – osiedle samorządowe (jednostka pomocnicza gminy) Poznania (od 1 stycznia 2011 roku).

## Granice
Osiedle Starołęka-Minikowo-Marlewo graniczy:
- z Osiedlem Zielony Dębiec (granica – rzeka Warta)
- z Osiedlem Wilda (granica – rzeka Warta)
- z Osiedlem Rataje (granica – ulica Hetmańska)
- z Osiedlem Żegrze (granica – ulica Garaszewo)
- z Osiedlem Krzesiny-Pokrzywno-Garaszewo (granica – trasa linii kolejowej nr 352 i 272)
- z Osiedlem Głuszyna (granica – rów Minikowski, ulica Ożarowska)
- z gminą Mosina (granica – ulica Rydzowa)

## Podział
Podział w Systemie Informacji Miejskiej
Wedle Systemu Informacji Miejskiej Osiedle Starołęka-Minikowo-Marlewo jest podzielone na cztery jednostki obszarowe.
- Marlewo
- Minikowo
- Starołęka Mała
- Starołęka Wielka

## Siedziba Rady Osiedla
Adres rady osiedla
Przedszkole nr 15 „Calineczka”, ulica św. Antoniego 42.

## Komunikacja
Osiedle obsługują tramwaje linii 3, 11, 12, 13, 17 i autobusy MPK Poznań linii 123, 153, 158, 189, 194, 527 oraz linie nocne 211 i 221.